# Руазель
Руазель (фр. Roisel) — коммуна на севере Франции, регион О-де-Франс, департамент Сомма, округ Перон, кантон Перон. Расположена в 63 км к востоку от Амьена, в 8 км от автомагистрали А26 "Англия".
Население (2018) — 1 604 человека.

## Достопримечательности
- Церковь Святого Мартина, 1928-1930 годов в стиле арт-деко
- Здание мэрии

## Экономика
Уровень безработицы (2017) — 20,4 % (Франция в целом — 13,4 %, департамент Сомма — 15,9 %). 

Среднегодовой доход на 1 человека, евро (2018) — 19 330 (Франция в целом — 21 730, департамент Сомма — 20 320).

## Демография
Динамика численности населения, чел.

## Администрация
Пост мэра Руазеля с 2020 года занимает Жан-Жак Фламан (Jean-Jacques Flament). На муниципальных выборах 2020 года возглавляемый им список победил во 2-м туре, получив 41,49 % голосов (из трех списков).
| Период | Период | Фамилия        | Партия                  | Примечания                                                 |
| ------ | ------ | -------------- | ----------------------- | ---------------------------------------------------------- |
| 1989   | 2014   | Мишель Булонь  | Социалистическая партия | профессор, вице-президент Генерального совета департамента |
| 2014   | 2020   | Филипп Вассан  | Разные правые           | врач                                                       |
| 2020   |        | Жан-Жак Фламан | Разные левые            | государственный служащий                                   |

## Ссылки

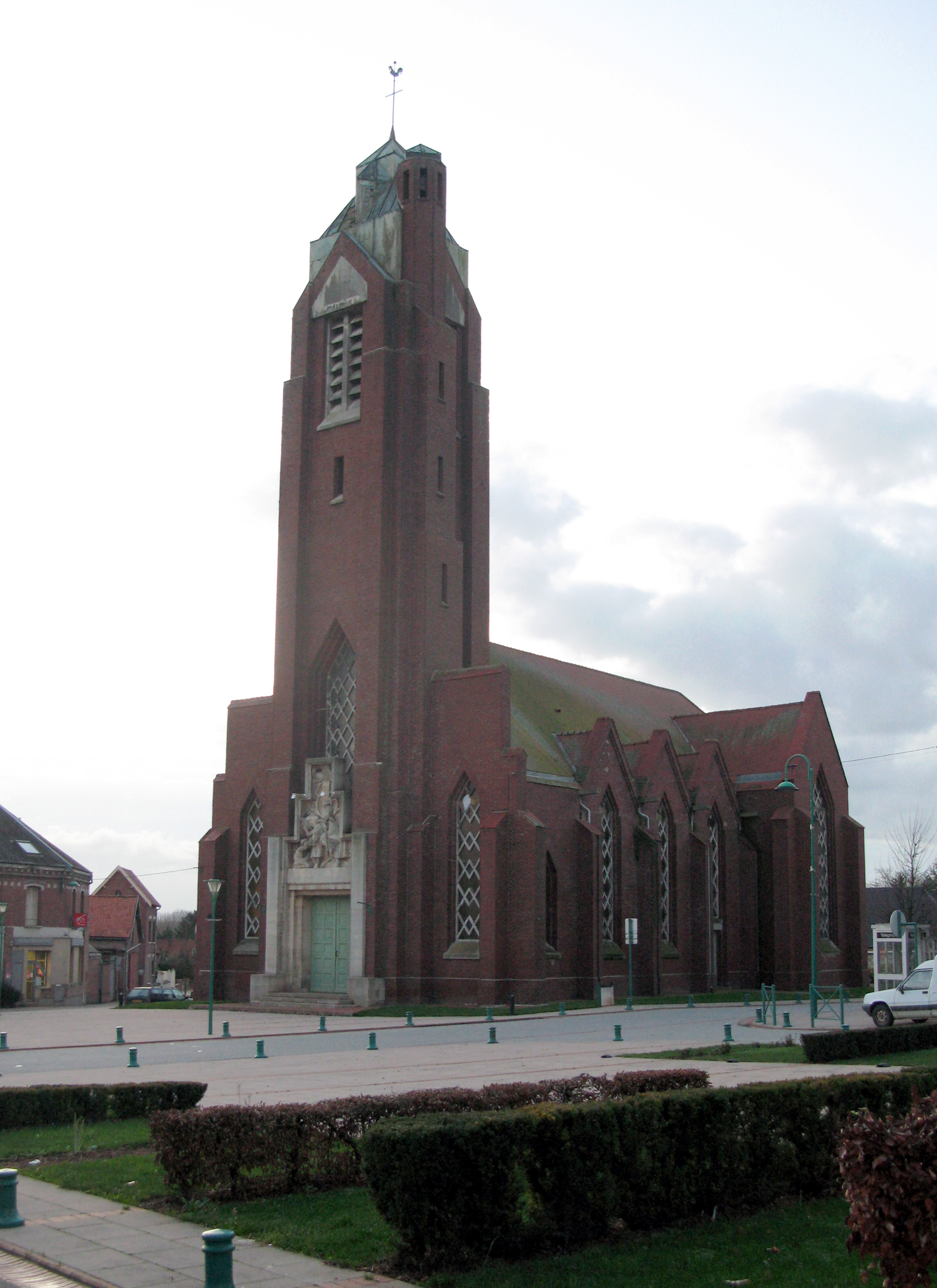
Церковь Святого Мартина